# Familiaire adenomateuze polypose
Familiale adenomateuze polypose (FAP) is een zeldzame vorm van erfelijke kanker.
Bij mensen met FAP ontstaan door een mutatie in het APC-gen nog vóór het 30e levensjaar 100 tot 2500 poliepen in de dikke darm, die bijna 100% kans geven op het ontstaan van dikke darmkanker. Behalve in de dikke darm komen de poliepen ook voor in de twaalfvingerige darm en in de maag, waar ze echter niet vaak doorgroeien tot kanker. De ziekte erft autosomaal dominant over.
Als bekend is dat het FAP-gen in de familie voorkomt, kan DNA-onderzoek worden uitgevoerd. Bij aanwezigheid van de APC-mutatie doet men vervolgens eens in de twee jaar een endoscopie van de dikke darm om te kijken of er al poliepen zijn ontstaan. Omdat mensen met FAP vaak ook poliepen ontwikkelen in de twaalfvingerige darm en in de maag, wordt ook daar vaak endoscopie gedaan.
Als FAP is vastgesteld, kan uit voorzorg de hele dikke darm verwijderd worden. De dunne darm wordt dan aangesloten op de endeldarm. Als zich ook in de twaalfvingerige darm veel poliepen bevinden, kan ook die verwijderd worden.
Bij een vorm van FAP waar pas op latere leeftijd poliepen ontstaan, vaak alleen in het rechter deel van de dikke darm, spreken we van atypische FAP.
Voor mensen met deze aandoening wordt er in de meeste landen een register bijgehouden. Voor België wordt dat register beheerd door FAPA.